# 5331 Erimomisaki
Erimomisaki (asteroide 5331) é um asteroide da cintura principal, a 1,6851179 UA.
Possui uma excentricidade de 0,3907395 e um período orbital de 1 680,08 dias (4,6 anos).
5331 Erimomisaki tem uma velocidade orbital média de 17,90932107 km/s e uma inclinação de 12,09261º.
Este asteroide foi descoberto em 27 de Janeiro de 1990 por Kin Endate e Kazuro Watanabe.